# Dunino Den

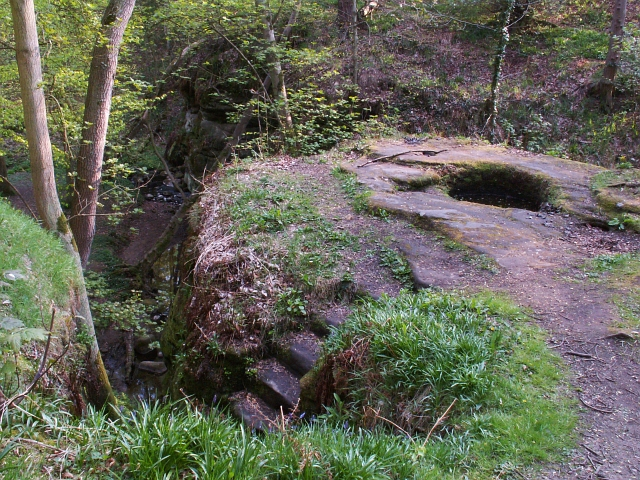
Dunino Den

Dunino Den (auch Dunino Cross; Dunino Burn; Balkethly oder Balkaithley genannt) ist ein vorchristlicher Kultplatz, der aus einem Altarstein, einem artifiziellen Bullaun (als Heilige Quelle bezeichnet) und einem antiken, in den Fels gehauenen Fußabdruck besteht. Dunino Den liegt in den Wäldern hinter der Dunino-Kirche in Belaybridge südlich von St Andrews in Fife in Schottland. Weitere Merkmale des Kultplatzes sind ein Steinkreis und eine Kirche mit einem Friedhof. Der Name Dunino leitet sich vom gälischen Wort für „Fort (Dun) der Versammlung“ (ino) ab.
Auf dem Friedhof steht der verwitterte Rest eines quaderartigen Steines, etwas mehr als 0,65 m hoch, mit eingeschnittenen Kreuzen an zwei Seiten. Es ist ein piktisches Denkmal aus dem Jahre 800 n. Chr. Die Menschen lassen Münzen auf der flachen Oberseite zurück, früher trug sie eine 1698 errichtete Sonnenuhr. Ein Fragment einer Cross Slab (Kreuzplatte) wurde auf dem Friedhof gefunden. Es ist jetzt im Museum in St Andrews.
Der Bullaun auf der Klippe soll von Druiden für Opfer verwendet worden sein. Treppen, die während der heidnischen Ära in die Klippe geschlagen wurden, führen in die sogenannte Höhle, eine enge Schlucht. Hier wurden von modernen und alten Anhängern ein 2,7 m hohes Keltenkreuz und andere Symbole wie z. B. ein Gesicht in die Felswände gehauen. Das Design des Keltenkreuzes deutet darauf, dass es frühmittelalterlich sein könnte. Die heidnischen Pilger, die in jüngerer Zeit zu diesem Ort kommen, hinterlassen Opfergaben aller Art, die an den Bäumen hängen (siehe Clootie Well) oder in Spalten in den Klippen stecken.

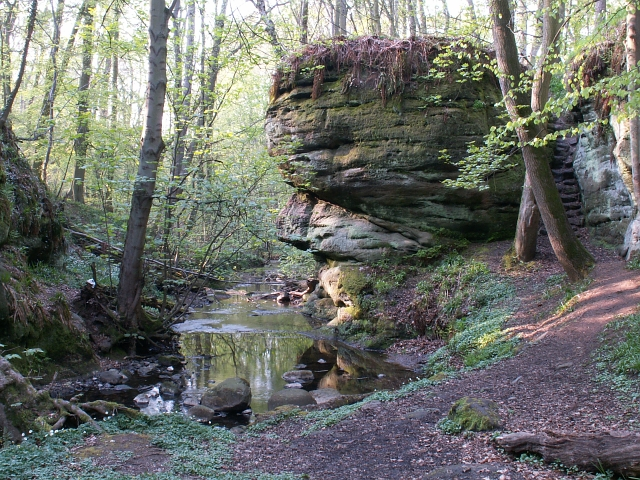
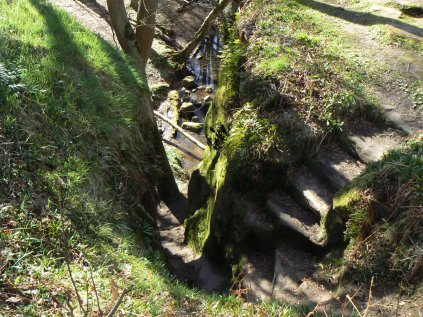
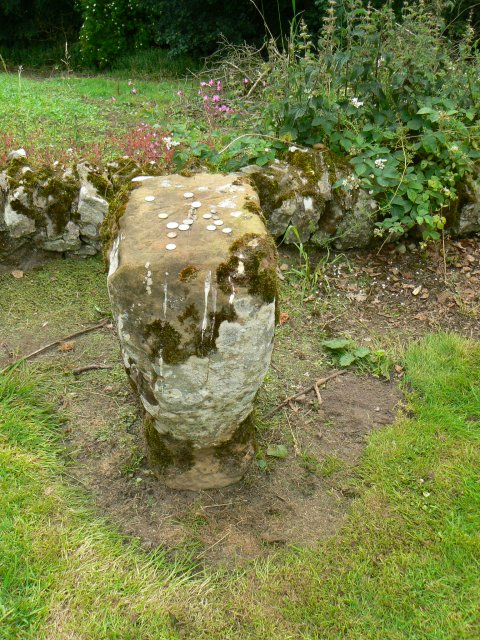
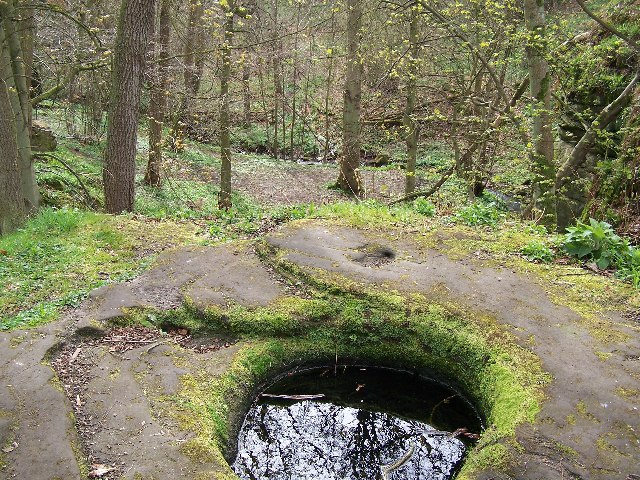
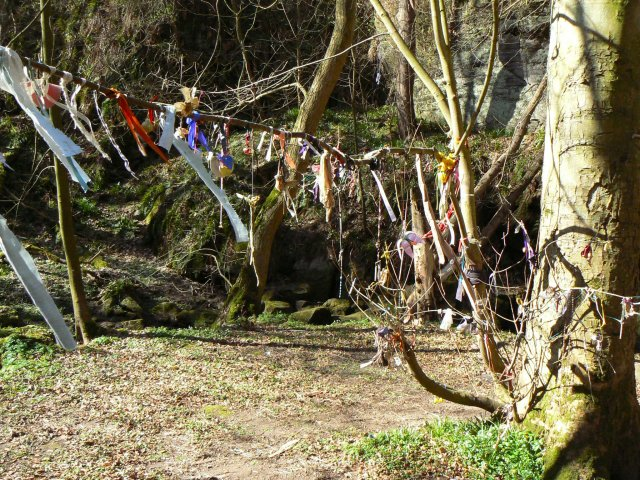

Ein neolithisch-bronzezeitlicher Steinkreis (Canmore ID 34487) soll in der Nähe eines druidischen Tempels gestanden haben. Drei Steine in der Nähe der Westmauer sollen zu einem vollständig zerstörten Kreis in der Nähe der Kirche von Dunino gehören.